# Zemětřesení v Indii 2016
Zemětřesení v Indii 2016 byla přírodní katastrofa, ke které došlo 4. ledna 2016 v 4:35 místního času. Epicentrum se nacházelo v Indii v blízkosti hranic s Bangladéšem ve spolkovém státě Manípur. Otřesy dosáhly síly 6,8 stupně momentové škály; hypocentrum zemětřesení se nacházelo v hloubce 55 kilometrů. Zemětřesení způsobilo materiální škody i v Myanmaru a Nepálu; zemřelo nejméně 11 lidí (6 Indů a 5 Bangladéšanů) a okolo 200 jich bylo zraněno.
Zemětřesení zasáhlo oblast nad ránem, kdy většina místních obyvatel spala. Během otřesů se zřítila rozestavěná šestipatrová budova[kde?] a došlo k množství poruch na inženýrských sítích.